# 松平益親
松平益親（まつだいら ますちか）は、室町時代の武将。日野家の被官。近江国浅井郡菅浦荘・大浦荘の地頭職にあった。三河松平氏の出身であることから三河国の武将であるとされる場合があるが、益親自身は京に邸宅を構え京を拠点に活動していた。

## 生涯
将軍の養育係を務めていた伊勢貞親に出仕しており、その縁で日野富子の兄で足利義政の義兄の日野勝光に仕えたと考えられている。
近江の菅浦に伝わる「菅浦文書」によると、寛正2年（1461年）菅浦荘と大浦荘の間で大きな争いが起こり、日野家で審理があり罪状について湯起請で決めること になった。両荘の代官を務めていた松平益親の立ち合いで行われた湯起請は大浦が勝訴した。
荘園領主の日野勝光は菅浦を松平益親に攻めさせた。益親は大将として、三河の兵を含む数万の軍勢を率いて陸と湖から菅浦を包囲した。菅浦側は益親に降参し菅浦は滅亡から免れたという。この際、奉公衆の朽木氏も軍勢を寄越しているが、これは奉公衆の軍事指揮権を握っていた伊勢貞親によるものと考えられる。
松平益親は『寛永諸家系図伝』等において、徳川氏の祖先である松平信光と兄弟であるとされているが、同時代史料にその関係を示すものがなく確証はない。また、同系図には子に「遠江守勝親」がいたと記される。